# 1889年新加坡市政委員會選舉
1889年新加坡市政委员会选举（英語：1889 Singapore Municipal Commission election）在1889年6月29日和1889年12月6日举行。

## 背景
《市政條例》於1887年通過，該條例創建了一個部分由選舉產生的市政委員會，該委員會負責監督新加坡的地方城市事務。
參選市政委員會選舉的候選人需要在新加坡五個選區之一的註冊選民中获取一位提名人和一位推薦人的支持。一旦候選人被提名，就會安排投票日期。選舉制度沒有為候選人提供政黨隸屬，但市政委員通常會隸屬於種族或行業協會。
候選人需要獲得至少20票才能當選為市政委員。未能獲得所需20票的唯一候選人可由海峽殖民地總督任命為市政委員。
如果有兩個或更多候選人在一個選區競選，選民將選擇其中一位候選人。
如果在一個選區中沒有任何提名，總督可以任命某人代表該選區。

## 选举
| 選舉日期      | 選區       | 候選人                    | 票数 | 参考  |
| ------------- | ---------- | ------------------------- | ---- | ----- |
| 1889年6月29日 | No. 3 东陵 | Frederick Gerald Davidson | 24   | [ 3 ] |
| 1889年12月6日 | No. 2 中央 | Tan Ben Wang              | 59   | [ 1 ] |
| 1889年12月6日 | No. 4 梧槽 | Lim Eng Keng              | 43   | [ 1 ] |